# Chamrousse
Chamrousse là một xã thuộc tỉnh Isère, vùng Rhône-Alpes đông nam nước Pháp. Xã này nằm ở khu vực có độ cao từ 1384-2840 mét trên mực nước biển.